# Aartsbisdom Cuiabá

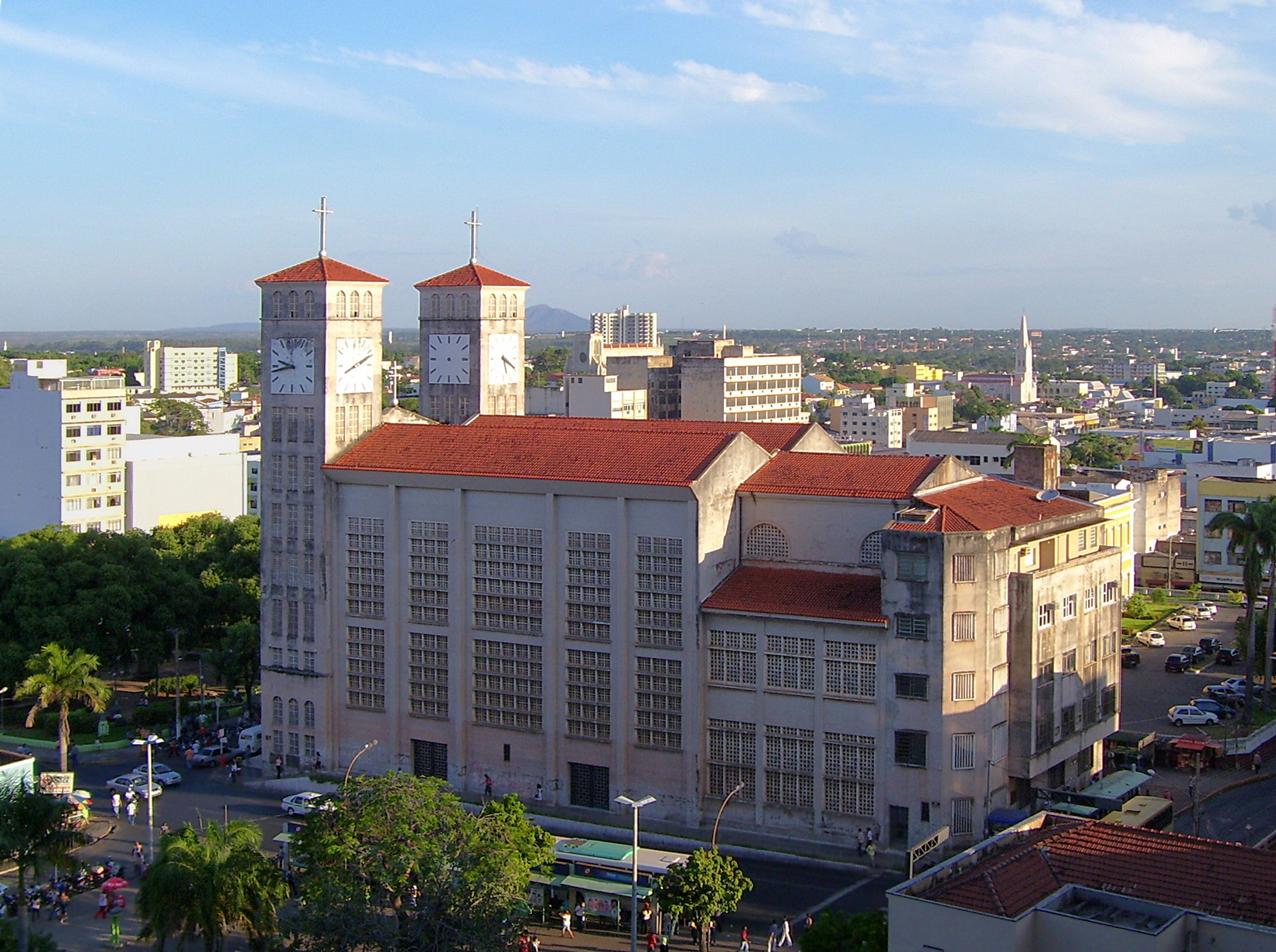
Kathedraal van Cuiabá

Het aartsbisdom Cuiabá (Latijn: Archidioecesis Cuiabensis; Portugees: Arquidiocese de Cuiabá) is een in Brazilië gelegen rooms-katholiek aartsbisdom met zetel in Cuiabá in de staat Mato Grosso. De aartsbisschop van Cuiabá is metropoliet van de kerkprovincie Cuiabá waartoe ook de volgende suffragane bisdommen behoren:
- Bisdom Barra do Garças
- Bisdom Diamantino
- Bisdom Juína
- Bisdom Primavera do Leste-Paranatinga
- Bisdom Rondonópolis-Guiratinga
- Bisdom São Luíz de Cáceres
- Bisdom Sinop
- Territoriale prelatuur São Félix

## Geschiedenis
Op 6 december 1745 werd vanuit het aartsbisdom São Sebastião do Rio de Janeiro de prelatuur Cuiabá opgericht. Op 15 juli 1826 werd deze prelatuur verheven tot bisdom. Op 10 maart 1910 werd Cuiabá tot aartsbisdom verheven en in datzelfde jaar vond een afsplitsing plaats van de bisdommen Corumbá en São Luíz de Cáceres. In 1914 werd de prelatuur Registro do Araguaia afgesplitst, in 1929 de prelatuur Diamantino en in 1940 de prelatuur Chapada.

## Bisschoppen van Cuiabá
- 1782–1788: José Nicolau de Azevedo Coutinho Gentil (later prelaat van Goiás)
- 1804–1822: Luiz de Castro Pereira CSJ
- 1823–1831: José Maria Macerata
- 1832–1876: José Antônio dos Reis
- 1877–1910: Carlos Luiz d’Amour  (vanaf 1910 aartsbisschop)

### Aartsbisschoppen
- 1910–1921: Carlos Luiz d’Amour (tot 1910 bisschop)
- 1921–1956: Francisco de Aquino Correia SDB
- 1956–1981: Orlando Chaves SDB
- 1981–2004: Bonifácio Piccinini SDB
- 2004-2022: Mílton Antônio dos Santos SDB
- 2022-heden: Mário Antônio da Silva